# Star Fleet Project
Star Fleet Project is een ep uitgebracht door Queen-gitarist Brian May onder de naam Brian May & Friends in 1983.
De artiesten die hun medewerking verleend hebben aan de ep zijn, naast May: gitarist Eddie van Halen (van Van Halen), drummer Alan Gratzer (van REO Speedwagon), bassist Phil Chen (onder andere bekend van werk met Rod Stewart en Jeff Beck) en keyboardspeler Fred Mandel (die al eerder toerde met Queen en ook zij bijdragen op het album The Works). Queen-drummer Roger Taylor is te horen als achtergrondzanger op het titelnummer.
De nummers waren in eerste instantie opgenomen als een jamsessie met vrienden en waren niet bedoeld om uitgebracht te worden. Nadat May hier door meerdere kennissen om gevraagd was, besloot hij het project toch uit te brengen.
Het titelnummer is gebaseerd op het openingslied van de Britse gelijknamige jeugd-SF-serie. May's zoon Jimmy was groot fan van deze serie en had zijn vader overgehaald het nummer eens te spelen. Let Me Out had May al een aantal jaren eerder geschreven, maar nog niet eerder uitgebracht. Het nummer Blues Breaker, opgedragen aan Eric Clapton, is een 12-minuten durende jamsessie.
De ep is in 1983 uitgegeven op vinyl. Het is nooit als losstaande ep uitgebracht op cd, al bestaan hier meerdere bootlegs van. De nummers zijn later door EMI op cd uitgebracht als B-kant van de cd-single "Back To The Light", en op het Japanse mini-album "Resurrection".
In 2023 werd het album opnieuw uitgegeven onder de naam Star Fleet Sessions waarbij eerder onuitgebrachte opnames verschenen.

## Tracks
1. "Star Fleet" - (Bliss/Arrangementen May)
2. "Let Me Out" - (May)
3. "Blues Breaker" (May/Van Halen/Gratzer/Chen/Mandel)